# Charles L'Emery Dumont
Charles L'Emery Dumont est une personnalité française qui a exercé les fonctions de Gouverneur de Bourbon durant la première moitié du XVIIIe siècle : il a été le gouverneur de l'île du sud-ouest de l'océan Indien désormais appelée La Réunion entre le 2 octobre 1735 et le 30 juillet 1739.

## Biographie
Charles L'Emery Dumont arrive le 26 août 1735 à Bourbon et devient le nouveau directeur général du Commerce de l'ïle. Il est nommé commande de Bourbon le 2 octobre. Malade et souffrant de goutte sciatique, il est remplacé le 11 novembre 1739 par Pierre André d'Héguerty.